# 奥井亜紀の手紙
奥井亜紀の手紙（おくいあきのてがみ）は、文化放送の制作により、奥井亜紀のパーソナリティで放送されていたラジオ番組。

## 放送時間
※文化放送（地上波）での放送時間
- 毎週木曜 25:30 - 26:00（2007年10月 - 2009年10月1日）
- 毎週土曜 18:00 - 18:30（2009年10月10日 - 2010年4月3日）

## 概要
2007年4月より、文化放送のインターネットラジオ・BBQRにおいて放送開始。26回放送した後、2007年10月から木曜25:30 - 26:00にて文化放送の地上波で放送を開始。毎回の放送回数は「○通目」と呼んでおり、インターネットラジオで1通目から26通目を放送した後、地上波放送開始により、再び1通目から数え始めていた。
スタジオでの放送の他、2008年中には東京都中央区佃で本番組初のロケ収録を行い、佃の中華料理店から放送。同年3月には東京・日本橋三越前のイタリア料理店で収録、同年10月には地上波1周年記念として東京・池袋のサンシャイン60などからそれぞれロケ放送を行った。
番組のプレゼントとして「はさめ!タイ焼きくん」（しおり）というものがあった。また、奥井の生写真プレゼントが毎週抽選で1名選ばれていた。
2009年10月10日放送より、エクサバイトグループ（情報センター出版局 他）がスポンサー。それ以前はヴィレッジヴァンガードがスポンサーについていた。

## コーナー
- 奥井亜紀式決断力 に～たく

リスナーから寄せられた二択の質問をリスナーに向けて発表。地上波とBBQR、それぞれの放送において違う質問が発表され、番組ホームページでも掲載されている。
- おみやげグルメ「むぉみやげ」

「むぉ!」とうなりそうなほどの各地の土産を紹介、リスナーからもその情報を募集している。
- ブックガイド「目黒川書房」

奥井が「目黒川書房」の店長となり、自ら選んだ本を紹介。
- 言葉コレクション「ことのは図鑑」

あらゆる周りの、様々な言葉を選んで紹介（方言、専門用語など。リスナーからも募集）。2009年9月で終了。
- 専門誌探訪「業界タイムス」

色々な専門紙（業界新聞）と、そこからの内容、情報を紹介。
- なぜなにtwitter

2009年10月10日放送よりスタートのコーナー。

## ネット局
- 東北放送 毎週土曜 27:30 - 28:00（2010年4月3日終了）
- KBS京都 毎週火曜 21:30 - 22:00（2010年3月30日終了）

## 備考
- 2009年10月31日と11月7日文化放送予定分はプロ野球日本シリーズの中継のため番組が休止となり、この2回分は東北放送とKBS京都のネット局のみいわゆる裏送りで放送された。